# تپه کاکوچک
تپه کاکوچک در شهرستان بیجار، بخش مرکزی، روستای بهرام آباد واقع شده و این اثر در تاریخ ۲۴ فروردین ۱۳۸۲ با شمارهٔ ثبت ۸۰۳۴ به‌عنوان یکی از آثار ملی ایران به ثبت رسیده است.